# Internationale Meeresbodenbehörde
Die Internationale Meeresbodenbehörde (englisch International Seabed Authority – ISA) ist eine Internationale Organisation mit Sitz in Kingston (Jamaika). Sie wurde 1994 durch das Seerechtsübereinkommen der Vereinten Nationen (SRÜ; United Nations Convention on the Law of the Sea – UNCLOS) gegründet. Teil XI des Übereinkommens regelt die Einrichtung der Behörde (siehe insbesondere Art. 156 SRÜ).

## Auftrag
Sie hat den Auftrag, Bodenschätze der Tiefsee als „gemeinsames Erbe der Menschheit“ zu verwalten. Am 13. Juli 2000 hat die Internationale Meeresbodenbehörde den Tiefseebergbau-Kodex für die Prospektion und Exploration polymetallischer Knollen (siehe: Manganknollen) verabschiedet. Die auf dem Meeresboden lagernden Knollen enthalten außer Mangan vor allem Cobalt, Kupfer und Nickel.
In den 1970er und 1980er Jahren wurden die Knollenvorkommen intensiv untersucht. Aufgrund verstärkten Recyclings und wegen der Substitution dieser Stoffe sowie neuer Funde in Australien und Kanada kam es letztlich nicht zur Exploration. Hinzu kommt, dass die für den Tiefseebergbau notwendigen Technologien noch sehr teuer sind.

## Entwicklung in Richtung Abbau

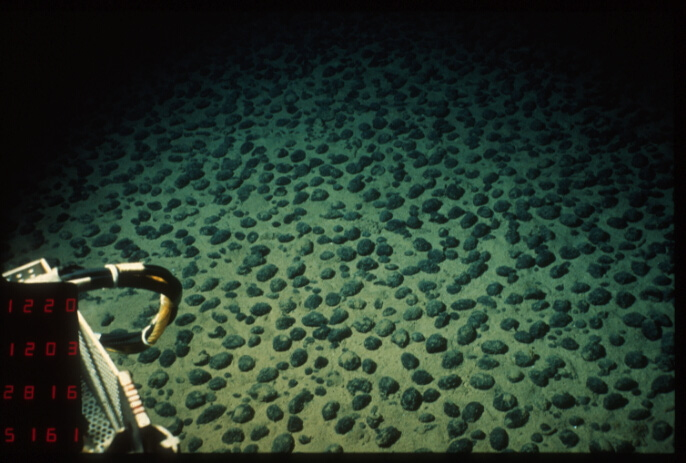
Feld mit Manganknollen im nördlichen Äquatorialpazifik

Im Juli 2016 wurde über einen Richtlinienentwurf der Behörde zur Vergabe von Abbau-Lizenzen berichtet, die in Zukunft über Staaten an Unternehmen erteilt werde könnten. Bildlich vorgestellt wurde eine vom kanadischen Unternehmen Nautilus Minerals gebaute Maschine zur Ernte von Manganknollen vor Papua-Neuguinea. Ihre vorne geführte Walze weist raspelnde Zähne und Einziehschnecken auf. Thematisiert wird zugleich, dass in der Tiefsee wenig Licht und Nährstoffe vorhanden sind, sodass also die Regeneration von zwangsläufig mitzerstörten Korallen Jahrhunderte benötigt.
Konkret wurden im Dezember 2020 Bestrebungen von den Unternehmen DEME und Lockheed Martin bekannt, sich Zugriff auf Rohstoffe der Tiefsee, für die Entwicklungsländer Lizenzen haben, zu verschaffen, wobei noch keine globalen Umweltregeln für den Tiefseebergbau bestehen.
Im Vorfeld der Generalversammlung der ISA im Juli 2024 stand das Abbauprojekt der kanadischen Konzerns The Metals Company in der Diskussion. Deutschland plädiert dafür, vor Genehmigungen zuerst eine Grundsatzregelung zum Schutz der Meeresumwelt zu schaffen.

## Organe

### Hauptorgane
Hauptorgane der Behörde sind die Versammlung (Art. 159 ff. SRÜ), der Rat (Art. 161 ff. SRÜ) und das Sekretariat (Art. 166 ff. SRÜ). Organe des Rates sind die Kommission für wirtschaftliche Planung und die Rechts- und Fachkommission (Art. 163 Nr. 1, 164, 165 SRÜ).

#### Generalsekretäre
- 1996–2008 Satya N. Nandan,  Fidschi
- 2009–2016 Nii Allotey Odunton,  Ghana
- 2017–2024 Michael Lodge,  Vereinigtes Königreich
- Seit 2025 Leticia Carvalho,  Brasilien[5]

### The Enterprise
The Enterprise ist das Organ der Behörde, das unmittelbar Tätigkeiten in Abbaugebieten sowie die Beförderung, die Verarbeitung und den Absatz der gewonnenen Mineralien durchführen soll (Art. 158 Nr. 2, Art. 170 SRÜ). Das Unternehmen soll künftig einen Verwaltungsrat, einen Generaldirektor und das sonstige zur Wahrnehmung seiner Aufgaben notwendige Personal haben. Seine Satzung ist in Anlage IV zum SRÜ enthalten.
Der Meeresbodenbergbau befindet sich noch in der Sondierungsphase, die Bodenschätze werden außerhalb nationaler Gewässer noch nicht abgebaut. Die ISA und ihre 36 Mitgliedstaaten konnten sich noch nicht darüber einigen, ob und in welcher Form Tiefseebergbau zulässig sein soll oder nicht. Auch The Enterprise befindet sich deshalb noch im Aufbau.
Zwischen 2018 und 2023 wurde The Enterprise vom trinidadischen Diplomaten Eden Charles als Sonderbeauftragten des Generalsekretärs geleitet, der nach einer Umstrukturierung seit 2024 das Unternehmen als Interim Director-General mit direkter Einbindung am Sekretariat der ISA führt.